# Shiryō

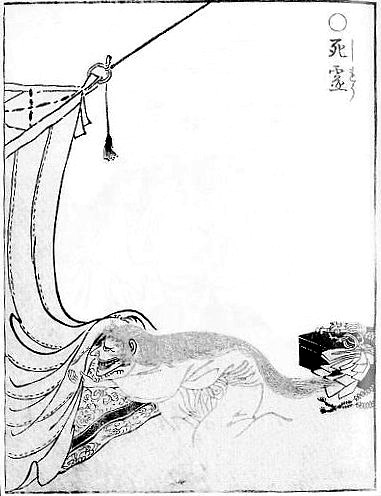
Bức tranh "Shiryō" từ Gazu Hyakki Yagyō bởi Sekien Toriyama

Trong văn hóa dân gian Nhật Bản, Shiryō (死霊 hoặc 死霊 (Tử Linh)) là tâm hồn của người chết. Điều này trái ngược với Ikiryō, là linh hồn của người sống.

## Tóm lược
Tài liệu văn học cổ và văn hóa dân gian đã để lại nhiều đề cập về shiryō, và họ có nhiều hành vi khác nhau. Theo từ điển Kōjien (nghĩa là "Khu vườn rộng", một cuốn từ điển tiếng Nhật một tập được xuất bản lần đầu tiên bởi Iwanami Shoten (là một công ty xuất bản tại Tokyo, Nhật Bản) vào năm 1955. Nó được coi là từ điển có thẩm quyền nhất của tiếng Nhật và các bài xã luận thường trích dẫn các định nghĩa của nó. Tính đến năm 2007, nó đã bán được 11 triệu bản.), họ đã được xem xét onryō (tinh thần báo thù) sở hữu con người và thực hiện một tatari (một loại lời nguyền), nhưng ngoài việc chiếm hữu con người và khiến họ đau khổ như ikiryō, còn có những câu chuyện họ đuổi theo những người tự sát, lảng vảng quanh nơi họ chết, xuất hiện trước những người mà họ thân thiết và chào đón họ, và cố gắng giết những người họ ở gần để đưa họ đến thế giới khác.
Trong Tōno Monogatari, có một câu chuyện trong đó một người đàn ông đã chết, và sau đó, shiryō của anh ta xuất hiện trước mặt con gái và cố gắng đưa cô ấy đi. Cô con gái trở nên sợ hãi và cô đã có thể đưa người thân và bạn bè đến, nhưng ngay cả khi đó, shiryō của người cha đã xuất hiện để cố gắng đưa cô đi. Sau một tháng, cuối cùng anh cũng ngừng xuất hiện.